# شیوه ایولیایی

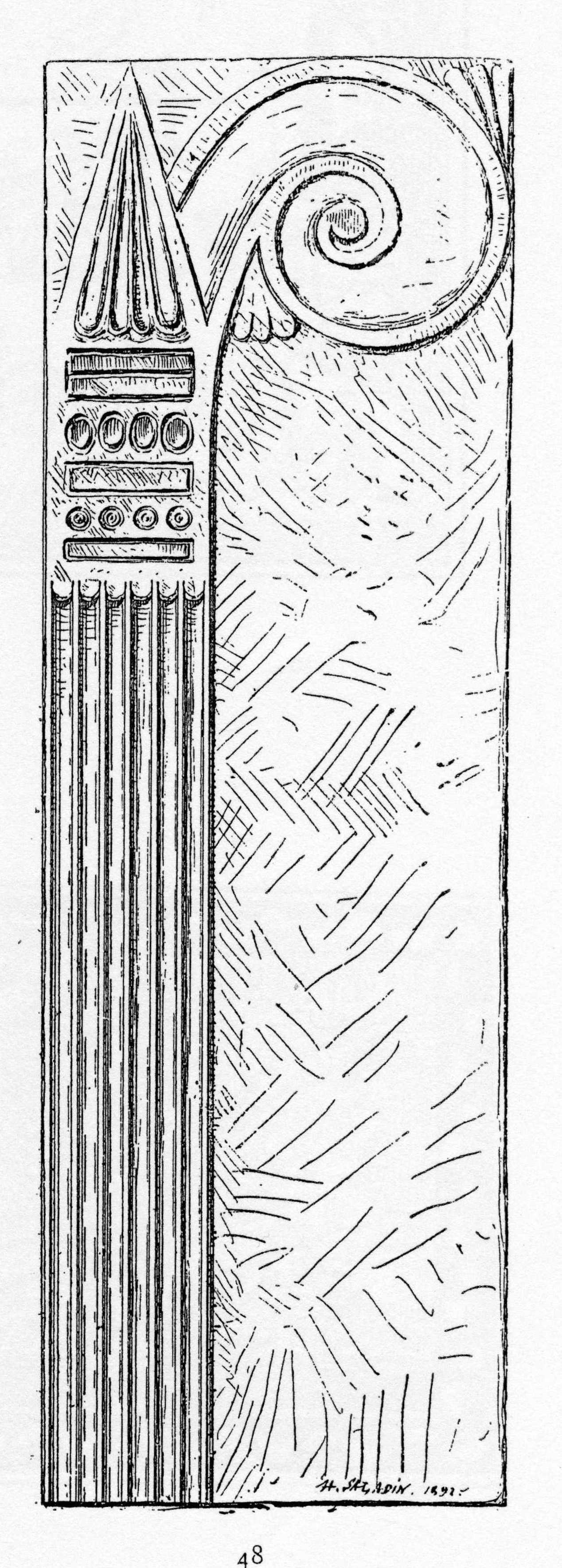
ستون ایولیایی در موزه ملی باردو، تونس.

شیوه ایولیایی (به انگلیسی: Aeolic order) یا ستون ایولیایی شیوه‌ای اولیه از معماری کلاسیک یونانی و رومی بود. این شیوه در شمال غربی آسیای کوچک رشد یافت اما در برخی پرستشگاه‌های سیسیل و اسرائیل باستان نیز دیده می‌شود.
این شیوه که منسوب به ایولیّه، واقع در ساحل جنوب غربی آسیای کوچک است شیوه‌ای غیر اصیل و مشتق از شیوه رسمی ایونیایی و احیاناً اختلاط یافته با معماری سوریه است، با سرستونی حاصل از دو طوماری رودررو، و میله‌ستونی نسبتاً باریک و بلند. این سرستون ایولیایی گاهی نیز با شکل برگ‌هایی دراز و نوک تیز آرایش می‌یافته است. به هر حال ستون ایولیایی، که در سده ششم پیش از میلاد برای مدتی کوتاه اندک رواجی یافت، رسمیت و دوامی پیدا نکرد و در پایان دوران باستان از رواج افتاد. امروزه کمتر از آن یاد می‌شود.